# 東京南農業協同組合
東京南農業協同組合（とうきょうみなみのうぎょうきょうどうくみあい、略称JA東京みなみ、東京みなみ農協）は、東京都日野市に本店を置く農業協同組合。
1989年4月1日に日野市農業協同組合、七生農業協同組合、多摩市農業協同組合、稲城市農業協同組合の4農協が合併して発足した。

## 店舗
日野市に本店と2支店、多摩市に1支店、稲城市に1支店を持つ。店舗外ATMは日野市に2カ所、稲城市と多摩市に1カ所ずつ。なお、本店には営業窓口はなく、併設されている七生支店の窓口・ATMを利用することになる。